# Galeria Republicana
A Galeria Republicana nasceu em 1882 com o intuito de tornar conhecidos os homens mais notáveis do partido republicano tendo como proprietário João José Baptista e como diretor Magalhães Lima (fundador do jornal O Século) além de um vasto leque de colaboradores cujos nomes se podem ler no cabeçalho da primeira página, entre os quais constam: Augusto Rocha, Alexandre da Conceição, Anselmo Xavier, António Furtado, Costa Goodolphim, Gomes Leal, Henriques Nogueira, Teixeira Bastos, Trigueiros de Martel, Teófilo Braga, Silva Graça e Xavier de Paiva.